# Dommeldange
Dommeldange  (Luxemburgs: Dummeldeng, Duits: Dommeldingen) is een voormalig dorp en een stadsdeel van Luxemburg in het noorden van de stad. 

## Geografie
Dommeldange is 235,55 hectare groot en ligt op een hoogte tussen 235,55 en 408,00 meter. Het stadsdeel grenst in het noorden aan de gemeente Walferdange en vervolgens, met de klok mee, aan de gemeenten Steinsel en Niederanven en de stadsdelen Weimerskirch, Eich en Beggen. In het zuidwesten vormt de Alzette de grens met Eich.

## Geschiedenis
Dommeldange behoorde tot de voormalige gemeente Eich, totdat deze op 1 juli 1920 fuseerde met de stad Luxemburg. Sindsdien is het een stadsdeel van Luxemburg-Stad. 
De naam Dommeldange komt voor vanaf de 13e eeuw. Volgens Théodore de la Fontainte is de naam ontleend aan de Grouss Dommel, de roerdomp, die vroeger massaal in het riet langs de rivier Alzette leefde. 
Vanaf begin 17e eeuw was er een ijzersmelterij in Dommeldange. Het erts werd in de omgeving gewonnen. Voor de staalindustrie was 
de afvoer van de producten van belang. In de tweede helft van de 19e eeuw werd door de CFL de Luxemburgse noordroute aangelegd en kreeg Dommeldange een eigen treinstation. In 1911 werd de smelterij, die destijds over drie hoogovens en vier elektrische ovens beschikte, onderdeel van het nieuwe ARBED. Vanaf 1914 werden de staalarbeiders opgeleid aan het Lycée privé Émile-Metz.
Eind jaren 1970 werd op de Dommeldangerberg een woningbouwproject gerealiseerd met als doel huisvesting te creëren voor Europese ambtenaren die op de Kirchberg werkten. Deze wijk staat vandaag de dag nog steeds bekend onder de naam Parc de l'Europe, als verwijzing naar de naamloze vennootschap die destijds het eerste bouwproject presenteerde.
In de jaren 1980 werd de N11 aangelegd, op de grens met Weimerskirch.

## Bevolking
In 2015 telde Dommeldange 2.470 inwoners, waarvan 29,27% met de Luxemburgse nationaliteit. 

## Geboren
- Emile Majerus (1894-1960), kunstschilder

## Galerij

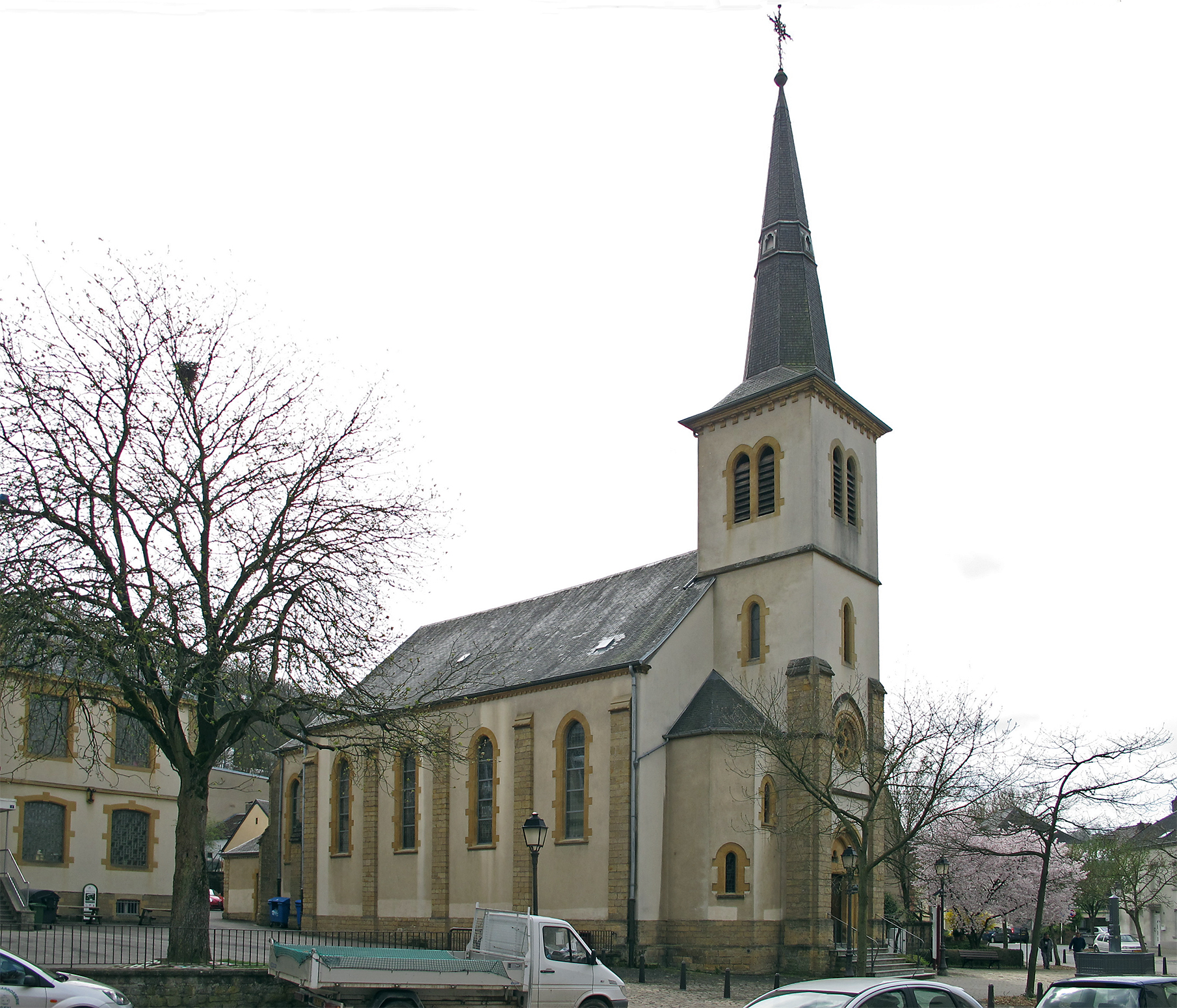
Sint-Hubertuskerk
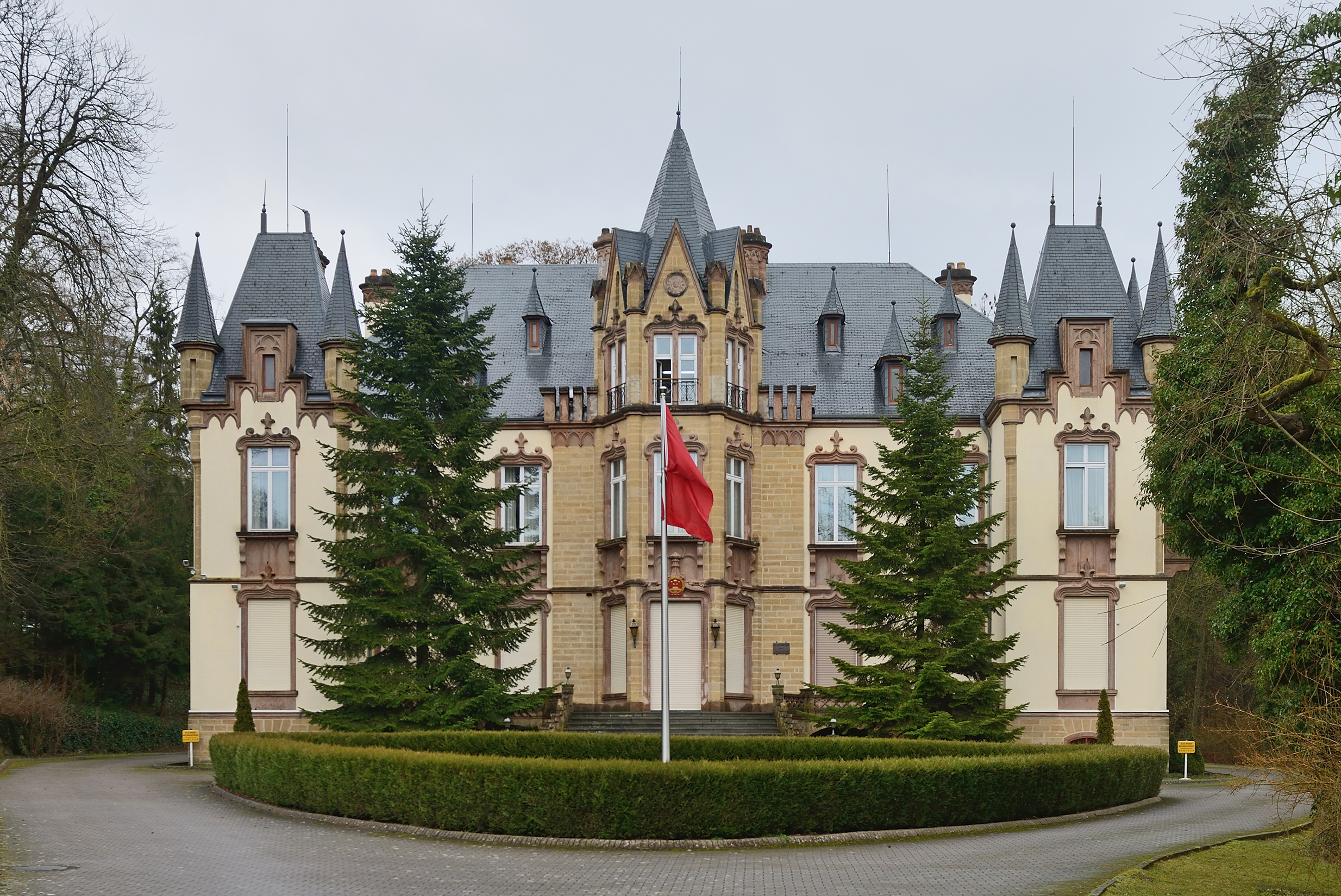
Kasteel van Dommeldange (Chinese ambassade)
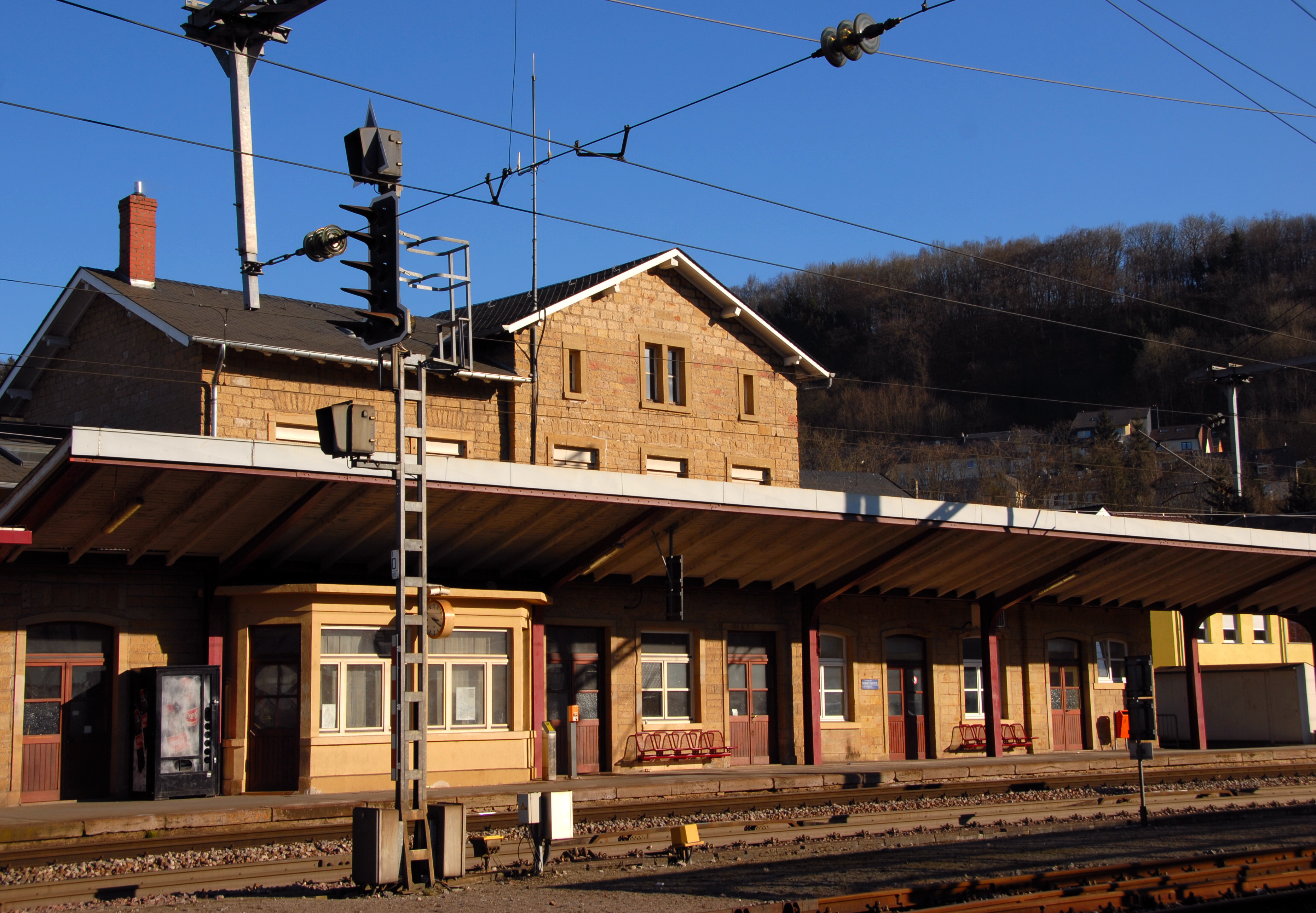
Het treinstation
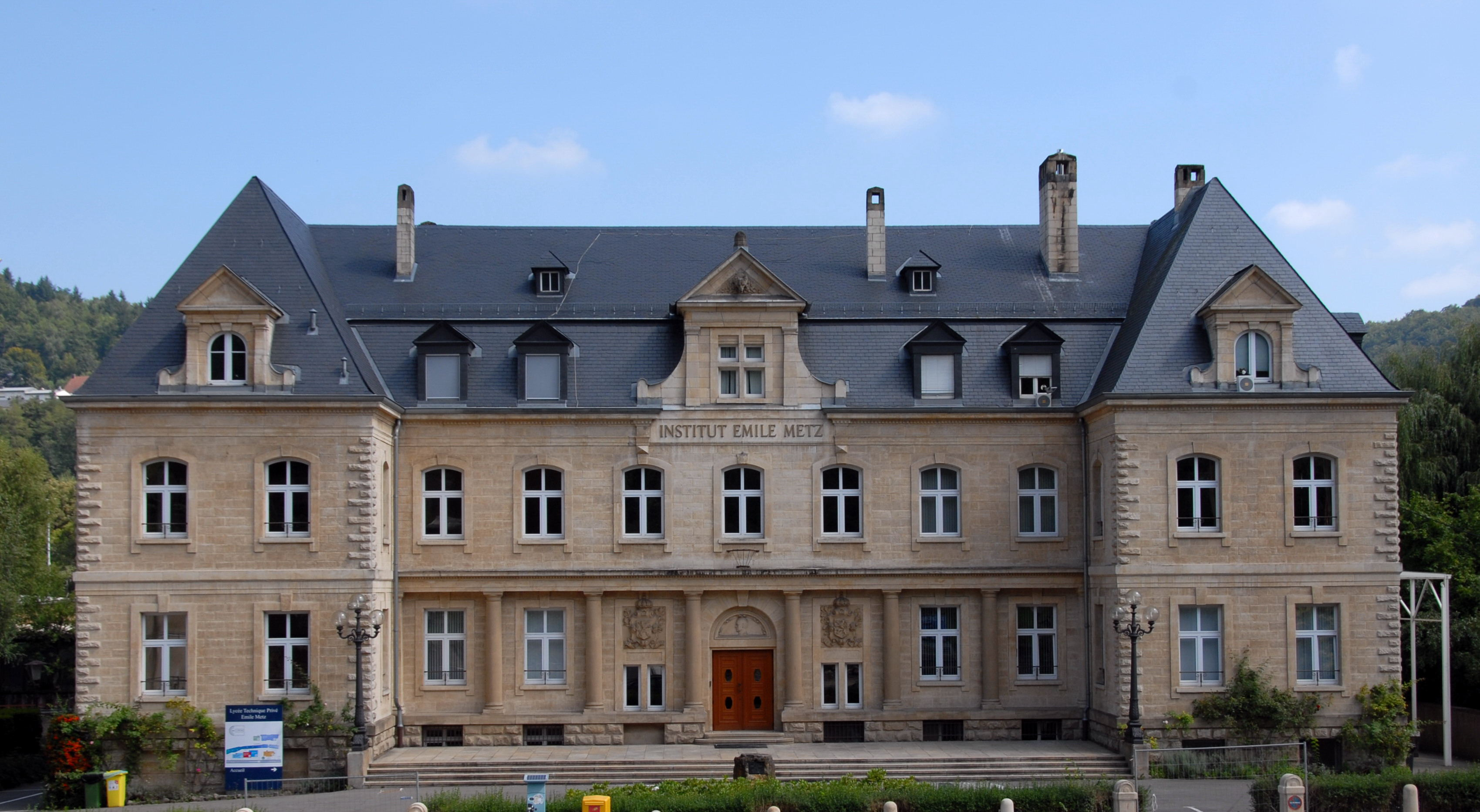
Lycée Technique Privé Emile MetzLycée Technique Privé Emile Metz

Beggen · Belair · Bonnevoie-Nord-Verlorenkost · Bonnevoie-Sud · Cents · Cessange · Clausen · Dommeldange · Eich · Gare · Gasperich · Grund · Hamm · Hollerich · Kirchberg · Limpertsberg · Merl · Muhlenbach · Neudorf-Weimershof · Pfaffenthal · Pulvermühl · Rollingergrund-Belair Nord · Ville-Haute (Bovenstad, centrum) · Weimerskirch